# لانا مامكغ
لانا مامكغ، سياسية وإعلامية أردنية وأستاذة جامعية وكاتبة من أصول شركسية. شغلت منصب وزير الثقافة في التعديل الوزاري الذي أجري على حكومة عبد الله النسور الثانية في 21 آب (أغسطس) 2013. وتعد من الإعلاميين الأوائل في التلفزيون الأردني والإذاعة الاردنية، عرفها الجميع من خلال برنامج يوم جديد الذي كان يبث صباحا في أيام الدوام الرسمي بالإضافة إلى تقديمها لبرامج أخرى، وقد درّست في بعض الجامعات.

## المؤهلات العلمية
- الدكتوراة في اللغة العربية وآدابها/ الجامعة الأردنية عام 2002.
- الماجستير في اللغة العربية وآدابها/ الجامعة الأردنية عام 1996.
- البكالوريوس في اللغة العربية وآدابها/ الجامعة الأردنية عام 1992.

## الحياة العملية

### الخبرات الإعلامية

#### الصحافة
كتابة مقالة أسبوعية في جريدة الرأي منذ عام 1986 كما تكتب في عددٍ من المجلات الأردنية والعربية.

#### الإذاعة
- إعداد وتقديم برنامج «هم والقانون» أمن إف إم منذ 2007 حتى 2010.
- إعداد وتقديم برنامج «تأملات» في الإذاعة الأردنية عام 2000.
- كتابة نصوص درامية في التوعية القانونية للإذاعة الأردنية بإشراف المحامية أسمى خضر، وإنتاج المجلس الثقافي البريطاني 1998.

#### تلفزيون
- إعداد وتقديم عدد من البرامج الثقافية والحوارية: «إضاءات»، «يوم جديد»، «دفاتر الأيام»، «فنجان قهوة» (إعداد فقط)، إعداد وتقديم برنامج «يوم جديد» في دورة جديدة منذ تشرين أول 2007 حتى 2010 على مدى دورات برامجية مختلفة.
- المشاركة في صياغة الرواية الأدبية والفنية لعدد من الأفلام الوثائقية، أعدت وقدمت برنامج «مساء الورد» على قناة رؤيا الفضائية.

### الخبرات الأكاديمية والإدارية
- عضو هيئة تدريس في كلية الآداب والعلوم، جامعة البتراء.
- مديرةً لشؤون الرئاسة في جامعة الإسراء من 2003 إلى 2006.
- التدريس في كلية الآداب جامعة الإسراء، عمان، عدا عن إشرافها على البرنامج الثقافي للمدرسة الأهلية للبنات عمان من عام 1994 إلى 1998.

### خبرات أخرى
- عضو مجلس أمناء مركز الدراسات الاستراتيجية في الجامعة الأردنية عام 2010.
- عضو مجلس التعليم العالي منذ عام 2007 إلى 2009.
- عضو سابق في الهيئة التنسيقية للجنة «شؤون عمل المرأة» التابعة «لمنظمة العمل العربية» والتي ترأسه رانيا العبد الله.
- عضو لجنة اختيار مدينة الثقافة الأردنية عام 2007.
- عضو مجلس مراقبة المصنفات المرئية والمسموعة عام 1997.
- إلقاء محاضرات في قضايا الإعلام ومهارات الاتصال في عدة مراكز ثقافية.[2]

## المؤلفات الأدبية
- بهاء طاهر قاصًا وروائيًا، دار جرير، عمّان، 2007.
- شعر إحسان عباس، دار جرير، عمّان،2007.

## وصلات خارجية
مقالات د. لانا مامكغ في جريدة الرأي
صفحة معالي الدكتورة لانا مامكغ على الفيسبوك  على فيسبوك.